# Bartolino da Padova
 (juillet 2025).
Bartolino da Padova (aussi « Magister Frater Bartolinus de Padua », Frater Carmelitus, Frater Bartholomeus) (fl.  c. 1365 – c. 1405) est un compositeur italien de la fin du XIVe siècle. Il est un représentant de la période stylistique connue comme le Trecento et parfois connu sous le nom latin d'Ars Nova, période de transition entre la musique médiévale et la musique de la Renaissance.

## Biographie
On ne sait rien de certain sur sa vie, mais certaines informations peuvent être déduites de sa musique. Il vient probablement de Padoue et membre des carmélites, car un dessin de lui dans le Codex Squarcialupi le montre revêtu de l'habit de l'ordre. Plus probablement, il est employé par la famille Carrare, puisque des références apparaissent dans sa musique. Il est possible qu'il ait passé quelque temps à Florence autour de 1389–1390. Les références à la famille Visconti dans sa musique ont été diversement interprétées : certains chercheurs ont suggéré qu'il était loin de Padoue et pourrait avoir travaillé pour Jean Galéas Visconti, lors de la période de sa campagne de conquête du nord de l'Italie, notamment Padoue ; tandis que des recherches plus récentes ont tenté de réfuter ce point de vue, qui suggérait plutôt que les références pouvaient être satiriques ou en appui à la famille Carrara.

## Musique
Le Codex Squarcialupi, la source la plus importante de la musique italienne du XIVe siècle, contient 37 pièces de Bartolino. Il est représenté dans d'autres sources, notamment le Codex Reina, qui en contient 27. Sa musique étant de toute évidence très répandue, ce qui indique sa réputation.
La musique de Bartolino, contrairement à celle de son contemporain Francesco Landini, montre peu d'influence de l'ars nova française. Ses 27 ballate sont presque toutes en duo, à la mode italienne (la mode française de l'époque était essentiellement écrite pour une seule ligne de chant avec un ou deux accompagnements instrumentaux). Onze madrigaux de Bartolino ont survécu. Comme les ballate, ils sont principalement pour deux voix, mais on trouve cependant deux pièces pour trois voix, dont l'une (La Fiera Testa) a un texte macaronique trilingue : une strophe en italien, une en latin et la dernière Ritournelle de la section, en français. Cette pratique était courante dans le haut Moyen Âge, mais devenue rare à la fin du XIVe siècle.

## Discographie
- The Saracen and the Dove - Orlando Consort (1999, Deutsche Grammophon) (Fiche sur medieval.org) (Œuvres de Caserta, Ciconia, Bartolino da Padova et Teramo)
- O tu cara sciença mia musica. Works from the Squarcialupi Codex - Ensemble Tetraktys (2005, Olive Music) (Fiche sur medieval.org)